# FK Montana
El FK Montana (en búlgar ФК Монтана) és un club de futbol búlgar de la ciutat de Montana.

## Història
El club va néixer l'any 1921. Durant el transcurs dels anys ha rebut les denominacions següents:
- 1921 FC Botev-22 Montana
- 1946 YUBS-45 Mihaylovgrad (fusionat amb Yunak Montana i Spartak Montana)
- 1947 SC Hristo Mihaylov Mihaylovgrad
- 1957 DFS Septemvrijska Slava Mihaylovgrad
- 1990 FC Montana Mihaylovgrad
- 1993 PFK Montana

## Palmarès
- Segona divisió búlgara: 
  - 2008-09, 2014-15